# SV Teutonia 1901 Chemnitz
SV Teutonia 1901 Chemnitz oder kurz Teutonia Chemnitz war ein Fußballverein aus Chemnitz. Der Verein wurde im Jahr 1901 gegründet und fusionierte 1938 mit dem VfB Chemnitz zur Sportvereinigung 01 Chemnitz.

## Geschichte
Der SV Teutonia 1901 Chemnitz wurde am 1. November 1901 gegründet. Die Teutonia spielte insgesamt neun Jahre in der Gauliga Mittelsachsen und sicherte sich im Jahr 1918 die Meisterschaft in der Liga. Dadurch qualifizierte sich der Verein für die mitteldeutsche Meisterschaft 1917/18. Im Viertelfinale traf man auf den Dresdner SG 1893 und schied nach einer deutlichen 1:8-Niederlage aus. Bis 1937 steig der SV Teutonia Chemnitz bis in die Kreisklasse ab. Im Jahr 1938 wurde der Zusammenschluss von Teutonia Chemnitz und dem VfB Chemnitz beschlossen und der neue Verein trug den Namen Sportvereinigung 01 Chemnitz.

## Erfolge
- mittelsächsischer Gauliga-Meister: 1918

## Nachfolgeverein
Die Sportvereinigung 01 Chemnitz konnte bis zum Ersten Weltkrieg keine weiteren nennenswerten Erfolge feiern. Nach dem Zweiten Weltkrieg wurde die Sportvereinigung 01 Chemnitz, wie alle Vereine in der sowjetischen Besatzungszone aufgelöst. Als Nachfolgeverein der Sportvereinigung gilt die SG Chemnitz Schloß.
Ab Ende 1948 dürfte der Sportbetrieb in der sowjetischen Besatzungszone mittels Betriebssportgemeinschaften, kurz BSG, organisiert werden und die SG wurde in die BSG Handel und Sozial-Versicherung Chemnitz umgewandelt. Nach einiger Zeit kam es zu einem Wechsel des Trägerbetriebs. Dies hatte zur Folge, dass der Verein nun unter den Namen BSG Motor Fritz-Heckert Karl-Marx-Stadt antrat. Unter diesen Namen spielte die Fußballabteilung insgesamt elf Spielzeiten in der DDR-Liga.